# Raymundo Damasceno Assis
Raymundo Damasceno Assis (Capela Nova, 15. veljače 1937.) brazilski je kardinal Katoličke Crkve . Bio je pomoćni biskup Brasílije od 1986. do 2004. i nadbiskup Aparecide od 2004. do 2016. godine.
Benedikt XVI. imenovao ga je kardinalom-svećenikom crkve Immacolata al Tiburtino na konzistoriju 20. studenog 2010. godine.